# Гвоздени пук
Други пешадијски пук „Књаз Михајло”, познат под називом Гвоздени пук, био је пук српске војске током ратова од 1912. до 1918. године. У Другом пешадијском пуку Моравске дивизије првог позива било је највише Јабланичана, Пусторечана и Топличана и Заплањаца.

## Историја Гвозденог пука
Други пешадијски пук, првог позива у миру је имао гарнизон у Нишу, а у рату мобилисао се у Прокупљу, где се налазила окружна пуковска команда. Храброшћу, чврстином и високим борбеним моралом у ослободилачким ратовима 1912-1918, пук се прочуо и јунаштвом задивио скоро све савезничке војске, па њихове војсковође, владе и народе. У рату с Турцима 1912. године Гвоздени пук чинили су Топличани, Јабланичани, Пусторечани и Заплањци. У другој и трећој чети 4. батаљона били су само Јабланичани и Топличани. Уочи рата, 7. октобра 1912. године кад је пук пошао из Прокупља у рат против Турака бројао је: 60 официра, 445 подофицира и каплара, 4210 редова и 29 музичара. Овај пук првог позива попуњавали су српски војници у најбољој животној снази, од 21 до 31 године старости. На крвавом али победоносном путу, пук је имао и велике губитке али је стекао и бесмртну славу. У борбама с Турцима код Битоља из строја овог пука избачена је 1/5 војника. У борбама с Бугарима, само на Грљенским положајима, у једном батаљону пука од 15 официра, колико је кренуло у рат, преживело је 3, а од 1500 војника примирје је дочекало само 200 храбрих бораца. Славни пук је само за месец дана непрекидних борби с Бугарима, изгубио 33 официра и 2120 војника и подофицира. Пук је у Другом балканском рату изгубио и свог првог команданта потпуковника Владимира Ристића. Од 4500 бораца, у рату с Турцима и Бугарима, од 1912. до 1913. године, из строја Другог пука избачено је или погинуло 3000 војника, а од 60 официра 48 је погинуло или рањено. Било је више случајева да су обични редови преузимали команду. Није мали број ратника овог пука, који су 1912. године пошли у рат као редови, а вратили се 1918. године у чину капетана, па чак и мајора.
- О том борбеном моралу српских војника уверљив запис оставио је њихов противник и окупаторски војник, каплар 11. пука 9. аустро-угарске дивизије и учесник Церске и Колубарске битке и познати књижевник Егон Ервин Киш. О њима он каже: „Тек у Србији 1914. године схватио сам да је љубав према слободи малих народа, јача сила од насиља великих и моћних. Тек овде сам схватио Шатобријана да неумитна сила-воље савлађује све, а да је слабост силе у томе што верује само у силу“.
- Журнал де Женев, октобар 1918. о Гвозденом пуку: „Изгледа да они воде борбу у хипнози, у неком летаргичном сну, иду напред .. под непрестаном борбом, занесени, опијени, иду из дана у дан као олуја, као махнити по 30-40 километара дневно. Ова брзина гоњена је само за кинематографске филмове…“
- Франше де Епере: „То су сељаци, скоро сви; то су Срби, тврди на муци, трезвени, скромни, несаломиви; то су људи слободни, горди на своју расу и господари својих њива“.[1]

Други пешадијски пук првог позива, од педесет пукова, колико је бројала српска војска, једино је он носио почасни назив „Гвоздени пук”. Славно име „гвоздени“ пук није добио ни од краља, ни српске Врховне команде већ, сасвим спонтано, од самих српских војника других пукова, а због изузетне храбрости и великих ратничких подвига на бојном пољу крвавог Балкана. А знало се у целој српској војсци, па чак и у окупаторској регименти, да тај пук и по цени великих губитака не одступа са бојног поља без командног наређења. Непријатељ, кад би сазнао да је испред њега Други „гвоздени“, задрхтао би и хватала би га паника. Знао је да овај српски пук увек у борбу иде до краја-или победити или изгубити, трећег није било. Tertium non datur! Од њега су се нарочито плашили Бугари. Кад је 1913. на Брегалници Други пук кренуо на јуриш, чула се панична повика бугарских војника: „Бегајте! Бегајте! Иде втори железни! Иде луди пук!”

##### Казивање заробљеног непријатељског официра
Један заробљени виши бугарски официр изјавио је српском команданту: „Цео дан на једној чуки борисмо се и борисмо се са железним пуком. Пет пута нас железни истера из наших редова. А и ми њих пет пута најурисмо са чуке. Но, не лези враже! Пред саму ноћ железни освоји чуку и наше редове. Моји војници побацаше оружје и опрему и дадоше се у панично бекство. Војници су бежали и гласно викали: Бегајте! Бегајте! Јури ни луди железни пук! Тога дана и једни и други имали смо велике губитке. На чуки само леш до леша убијен српски и бугарски војник. То је права људска касапница и страхота”. У рату с непријатељем српски војници и команданти других јединица били су слободнији и сигурнији кад је уз њих Други „гвоздени” пук, тада би војници шапутали: „Пожурите, ево нам гвоздењаци. Знали су његову изузетну храброст и његове велике ратне подвиге на бојном пољу. И сваки српски командант био је сигурнији у борби кад је знао да је Гвоздени пук испред њега или у позадини фронта.
Други „гвоздени” пук, у свим борбама и великим биткама, борио се са великим пожртвовањем, упорношћу и истрајношћу. Био је у стању да и по цени најтежих губитака, до задњег часа брани положаје и прелази у јуриш и онда када би свака друга војска почела да одступа. Скоро сваку борбу завршавао је силовитим јуришем на бајонет. У томе је био без премца. На жалост, велики број од храбрих војника никада се није вратио својим кућама. Већина је изгинула на бојном пољу. Скоро сви они прешли су сурова бојишта Србије, гудуре Албаније, крвави Солунски фронт и делили судбину српске и савезничке војске. И зато је у овом прослављеном пуку било и највише јунака и највише носилаца Карађорђеве звезде са мачевима, највишег ратног одликовања Србије и бројних највиших савезничких одликовања. О најхрабријим јунацима Другог пука певале су се песме и указивано им је посебно поштовање. На крају балканских ратова ова јединица остала је без половине војника и официра, због невероватне храбрости и пожртвованости пук је понео име Гвоздени. Да је пук имао посебно место у српској војсци говори податак да је ковчег са посмртним остацима краља Петра Првог Карађорђевића, од сто пуковских застава колико их је било у српској војсци, био прекривен управо заставом Другог гвозденог пука.

## Села у Топлички и Јабланички управни округ и Пустој Реци са више хероја и носилаца Карађорђеве звезде са мачевима
- Гајтан - 18 носилаца Карађорђеве звезде,
- Реткоцер - 16 носилаца Карађорђеве звезде,
- Јабланичка Стубла - 13 носилаца Карађорђеве звезде,
- Туларе - 10 носилаца Карађорђеве звезде,
- Пет носилаца Карађорђеве звезде у сваком од насеља: Губавце, Медевце, Обилић,
- Четири носиоца Карађорђеве звезде у сваком од насеља: Мркоње, Пусто Шилово,
- Три носиоца Карађорђеве звезде у сваком од насеља: Дубово, Каменица, Дубрава, Свирце,Доња Коњуша,Куршумлија,Трмка
- Два носиоца Карађорђеве звезде у сваком од насеља: Боровац, Боринце, Речица, Брајина, Доње Коњувце, Рујковац, Косанчић, Лапотинце, Сијарина, Чокотин,Бела Вода, Велика Плана, Статовац, Вича, Лазаревац, Пасјача, Васиљевац
- Један носилац Карађорђеве звезде у сваком од насеља: Богуновац, Бојник, Врапце, Газдаре, Горњи Брестовац, Вујаново, Драговац, Дренце, Ивање, Кривача, Лебане, Леце, Добра Вода, Нова Топола, Петровац, Петриље, Пороштица, Сијаринска Бања, Славник, Црни Врх и Штулац.

## Унапређени и одликовани припадници гвозденог пука
Од 1912. до 1918. године од око 7.000 припадника погинуло је 84 официра, 2974 војника и подофицира, рањено 148 официра и 6.492 војника и подофицира пука. У ове податке нису урачунати губици од болести, нарочито од колере 1913. и тифуса 1915. године, јер никад нису прецизно утврђени.
У суровом ратном вихору, у борби на живот и смрт, у бојном такмичењу ко ће бити најхрабрији међу храбрим српским војницима, многи Подгорани су од обичних редова постајали подофицири, нижи и виши официри. У Подгори (Пустој Реци и Јабланици) било је 72 нижих и виших официра и то : 12 потпоручника, 12 поручника, 43 капетана, 8. мајора, 2 потпуковника и 2 пуковника. Они су носиоци 149 Карађорђевих звезда са мачевима, 10 Легија части и 6 руска Крста Светог Ђорђа.
- Од редова у чин потпоручника унапређени су : Лука Кнежевић из Брајине, Бошко Јововић из Гајтана, Светозар Миловановић из Газдара, Иван Д. Булајић из Дубраве, Илија Мићуновић из Медевца, Вукосав И. Петровић, Илија Т. Лукић, Мирко Ј. Васиљевић и Недељко Перовић, сви из горнојабланичке Стубле, и Милош П. Јовановић из Реткоцера (Спонце), Илија Плавшић из Боровца и Стојан Савић из Црног Врха. У чину поручника из Првог светског рата су изашли : Грујица Перишић из Губаваца, Петар Павловић и Машан П. Радовановић из Медевца, Милутин Драговић из Обилића, посланик и сенатор, Крсто Жугић из Реткоцера, Михаило И. Перовић и Ристо И. Перовић из јабланичке Стубле, Станко Влаховић и Вукашин Ћаловић из Тулара, Јордан В. Игњатовић из Речице, Миљан Перовић, посланик из Чокотина и Цветко Н. Стојановић из Црног Врха.
- У чин капетана унапређени су : Арсеније Микарић из Богуноваца, Ранђел Стојичић из Боринца, Мико Милошевић из Врапца, затим Миладин Васовић, Максим Ђуровић, Ђуро Перовић и Влајко Петрушић, сви из Гајтана, потом Илија М. Богдановић из Горњег Брестовца, Костадин С. Богдановић и Стојадин Анђелоковић из Косанчића, Стеван Т. Соколовић из Лапотинца, Михаило С. Голубовић из Леце, Стеван Смајовић из Мркоње, Михаило Перовић и Новица Перовић из Обилића, Андрија Б. Петровић из Петровца код Лесковца, Божо Николић из Петриља, Петар Вукадиновић из Пороштице, Михаило Миловановић Геxа из Пустог Шилова, Крсто Михаиловић, Милован Перовановић, Симо Контић и Петар Цветковић, Радован Спасић Спасојевић, сви из Реткоцера, Благоје Николић Раденовић из јабланичког Свирца, Петар Савић из Сијарине, Новак Живковић из Пустог Шилова, Душан Ђ. Поповић и Радосав С. Ђаловић из Тулара, Милош Р. Перовић и Милован Церовић из јабланичке Стубле, Благоје Стаменковић из Шилова, Васо Влаховић из Прпора, Светозар Милчић из Лебана, Драгутин Бутуровић Драго из Пустог Шилова, Мирко Радојевић из Дренца, Зафир Трајковић из Бојника, Милош Перовић из Чокотина, Илија Жугић из Реткоцера, Благоје Додеровић из Маровца, Радивоје Денчић из Лебана, Максим Ђокић из Газдара и Милан Огњеновић из Старе Бање.
- У чину мајора били су храбри ратници : Миливоје Јововић и Јеврем Недић из Гајтана, Радивоје Денић Рашко из Медвеђе, Цветко Г. Булајић из Дубраве, Милутин Радојевић и Бајо Милуновић из Мркоња, Стеван П. Рајчевић и Петар С. Спасојевић из Реткоцера.
- У чину потпуковника Стеван С. Перовић и Сава И. Перовић из јабланичке Стубле.
- У чин пуковника унапређени су Радован Радовић из Тулара и Бошко Кујовић из Стубле.

Може се слободно рећи да је Подгора Косанчићева позната као крај у Србији са највећим бројем носилаца Карађорђеве звезде. Њих 133 је са златним војничким, затим сребрним војничким орденом и официрским редом Карађорђеве звезде са мачевима. Од тих 133 су носиоци : 62 златног војничког ордена Карађорђеве звезде, 60 сребрног ордена Карађорђеве звезде, а 26 је са Карађорђевом, звездом (I-IV) реда. Њих 133 носило је 150 најлепших српских одликовања, а 10 најхрабријих и француску Легију части, док су шест јунака са руским Крстом Светог Ђорђа.
Најхрабрији међу храбрим јунацима српске војске са по ДВЕ Карађорђеве звезде са мачевима било је њих 15 : Илија Поп Тоне Илић, из Боровца, Ђуро Перовић и Влајко Петрушић, из Гајтана, Величко Петковић, из Доњег Коњувца, Божо Токовић, из Губавца, Стојадин Анђелковић, из Косанчића, Стеван Соколовић, из Лапотинца, Машан П. Радовановић, из Медевца, Милутин Радојевић, из Мркоња, Милутин Р. Драговић, из Обилића, Михаило Миловановић Геxа, из Пустог Шилова, Крсто Жугић, из Реткоцера, Михаило Перовић Малиша, из Обилића, Мирко Минић и Сава Перовић из јабланичке Стубле.
Највише француско одликовање Легију части носили су : Илија Поп Тоне Илић, Максим Ђуровић, Стеван Соколовић, Драгутин Соколовић из Ивање, Миладин Васовић, Симо Контић, Михаило Миловановић Геџа, Новица Лакић Перовић, Иван Милутиновић Ђурашковић, Илија Мазнић и Михајило Тмушић.
Руским Крст Светог Ђорђа одликовани су Мирко Минић, Лука Перовић, Божо Токовић, Михаило Миловановић Геџа, Миладин Поповић и Илија Поп Тоне Илић. Било је и одликованих са Крстом Свете Марије и са британским и италијанским медаљама за храброст.

## Борбени пут 2. пешадијског пука
У рат пук је кренуо 7. октобра 1912. Други гвоздени пук је учествовао у свим познатим биткама: у Првом балканском рату у Кумановској, Прилепској и Битољској бици. У Другом балканском рату 1913. године у борбама овог пука са Бугарима погинуло је 50 одсто војника, командант пука Ћира Даскаловић, сви команданти батаљона и сви командири чета. Од овог рата, овај пук почиње да се назива „Гвоздени“. Прославио се у Брегалничкој бици, кад је у најкритичнијем тренутку, 18. јуна 1913. године, пук задобио бесмртну славу чувеним јуришом на коту 650, када је пробијен бугарски фронт и решена битка на Брегалници. У Првом светском рату 1914. године Други гвоздени пук учествовао је у Церској бици, и то у самом њеном центру, на Текеришу. Посебно су забележена дела припадника Гвозденог пука у Колубарској бици. Видећи како му људство гине, други ратни командант пука, пуковник Миливоје Стојановић, лично је повео пук у нови јуриш и том приликом је Кременица освојена а пуковник Стојановић погинуо. У његову част композитор Станислав Бинички је компоновао „Марш на Дрину„. Команду над пуком примио је трећи ратни командант, пуковник Димитрије Милић.
Почетком 1915. године, пук је пребачен у Македонију да би ојачао фронт према Бугарској. Краљ Петар Први Карађорђевић уручио је посебно признање пуку због храброг држања при повлачењу војске преко Албаније. Пук је последњи напустио српску територију и кренуо преко Албаније.
После опоравка на Крфу, и краће обуке, 18. јула 1916. године пук је изашао на фронт. Његови припадници посебно су се истакли за време Горничевске битке, када су у центру српског борбеног распореда, заузели село Горничево и отпочели гоњење разбијеног непријатеља. Само 25. септембра 1916. године пук је заробио пет бугарских официра и 804 војника и подофицира, запленио четири топа, седам митраљеза и 600 пушака.
У овим борбама су се прославиле и једине две жене носиоци Краљевски орден Карађорђеве звезде са мачевима, које су се бориле у саставу Гвозденог пука, Милунка Савић и Енглескиња Флора Сендс.
Посебну славу пук је стекао освајањем чувене коте 1212, 4. новембра 1916. године, што је омогућило да се ослободи Битољ. После пробоја Солунског фронта, у којем је активно учествовао, пук се посебно истакао у борбама за ослобођење Ниша октобра 1918. године, Алексинца, Ражња, Параћина, Свилајнца, до Гроцке, где је пребачен преко Дунава и потом преко Панчева кренуо на Бечкерек, данашњи Зрењанин. После Бечкерека, пук је 7. новембра 1918. ослободио Кикинду. Средином децембра 1918. године повучен је из Војводине у Београд.
- Пук је све до 5. маја 1920. године задржан у Београду као гардијска јединица, обезбеђујући Двор, Народну скупштину и министарства. Тек када је формирана гарда, пук је демобилисан.

Јединица називана Гвоздени пук је постојала и између два рата, слава јој је била 19. априла, на годишњицу предаје кључева града 1867. (не узимајући у обзир другачију разлику два календара).

## Одликовања Гвозденог пука
Ратна застава Другог пешадијског пука Моравске дивизије првог позива "Књаз Михаило", била је најодликованија застава у српској војсци. Пуковској застави припала су одликовања: Карађорђева звезда са мачевима II реда, Карађорђева звезда са мачевима III реда, Карађорђева звезда са мачевима IV реда, Орден Белог орла III реда, Златна медаља за храброст и Француски ратни крст са палмом.

## Споменик Гвозденом пуку
Мештани планинског села Игриште, недалеко од Куршумлије, добровољним прилозима су подигли споменик Другом пешадијском пуку „Књаз Михајло”. Споменик од подножја је висок 5,30 метара, изграђен је од мермера са белим двоглавим орлом на врху. На споменику је уписан део српске историје, име Гвозденог пука, као и имена 17 страдалих припадника тог пука из Игришта. Споменик је 1. октобра 2016. године открио командант Копнене војске Србије генерал Милосав Симовић.

## Књига „Гвоздени пук”
О прослављеном Другом пешадијском пуку „Књаз Михајло” монографију је  2022. године објавио Дарко Жарић, музејски саветник историчар Народног музеја Топлице у Прокупљу. Монографија садржи на 430 страна у А 4 формату поред 260 фотографија,  ратни пут пука, спискове погинулих, преживелих и одликованих.  Године 2017. године роман о пуку написао је Дарко Николић, новинар из Београда. На 400 страна представљен је аутентичан приказ свакодневног живота, рада, борби и предаха, као и размишљања и понашање војника. За њено писање коришћени су бројни материјали до којих се дошло током двогодишњег истраживања, од Војног архива и мемоара, дневника војника и њихових старешина, све до дневне и периодичне штампе из тог времена, као и друге литературе доступне што у музејима и архивима, то и у приватним збиркама. Жеља аутора је да се књига – бесплатно дели по Србији.

### Песма „Бој на Горничеву”
Прослављени Витез Карађорђеве звезде Миладин Поповић из Гајтана, песник и гуслар, о храбрости и јунаштву Другог гвозденог пука, у песми „Бој на Горничеву”, између осталог пева:
„То не беше соко тица сива

Ни са њиме тићи соколићи

Већ командант од другога пука

А са њиме Моравци јунаци,

што је дика целој српској војсци.

То су они бирани јунаци што германској сили одољеше

И челичне ланце раскидоше

И Бугарске армије разбише

Краљу своме образ сачуваше

И целоме свету доказаше…

Да Срб више роб не може бити,

За слободу крв не жали лити…”